# Продакшн-библиотека
Продакшн-библиотека, музыкальная продакшн-библиотека — совокупность музыкальных произведений, созданных специально для использования в кино-производстве, радио, ТВ-программах и рекламе. Чаще всего продакшн-библиотека состоит из неопубликованных инструментальных музыкальных произведений, каждое из которых представлена в нескольких видах:
- в виде «полной» (full, основной) версии;
- версии «без соло» (т. н. underscore), в которой убраны соло партии инструментов (или голос);
- «альтернативной» версии (alternative mix), в которой убраны целые группы инструментов (например, от основной версии оставлены партия ударных и баса);
- версии в так называемом коммерческом хронометраже (1 минута, 30 сек., 15 сек.) для использования в создании рекламных роликов;
- в виде коротких фраз («отбивок», shot-guns, музыка для джингла) для использовании в оформлении эфира радио, ТВ.

Произведения продакшн-библиотеки обычно представлены в виде базы данных с введенными категориями (возможными сферами использования), музыкальными стилями и другими объективными и субъективными параметрами (темп, использованные инструменты, характер звучания), что значительно ускоряет процесс выбора нужного произведения при производстве.

## Цель создания
Цель создания продакшн-библиотек — создать недорогой ресурс музыкального фонового оформления для медиа-производства, без привлечения в каждый проект специалистов: композитора, аранжировщика, оркестратора (специалиста, работающего над партитурой), звукорежиссёра и других, необходимых для создания оригинального музыкального звучания. Как правило звучание произведений библиотек унифицировано, то есть имеет коммерчески проверенную форму и стиль подачи для использования в конкретном производстве (как пример: напряженные моменты в триллере, романтическая мелодия в мелодраме, агрессивный трек в боевике, пафосные темы для эпических жанров). Кроме того, изначально компании-производителю продакшн-библиотек принадлежат авторские и смежные права на произведения, что значительно упрощает процесс законного использования произведений продакшн-библиотеки в конечном продукте.

## Пользователи
С продакшн-библиотеками работают музыкальные редакторы, звукорежиссёры, продюсеры. Значение продакшн-библиотек усиливается в настоящее время в связи с ростом производства сериалов, информационных программ и требуемой скорости их создания. Так как над созданием продакшн-библиотек работают опытные композиторы и звукорежиссёры, имеющие полное представление о музыкальном наполнении будущего продукта, процесс включения произведений продакшн-библиотек в будущие произведения происходит на удивление легко и гармонично. В подавляющем числе известных кинокартин, ТВ-программ, рекламе использованы именно произведения продакшн-библиотек.